# Gedichtanthologien japanischer Poesie
Dieser Eintrag gibt einen Überblick über wesentliche Gedichtanthologien japanischer Poesie. Sie umfasst nur japanische Anthologien vom Altertum bis zur Moderne.

## WakaundTanka

### Nara-Zeit(710–794)
| Name Romaji   | Name Kanji | Erscheinungsjahr | Kompilator                               | Anzahl Gedichte   | Kommentar |
| ------------- | ---------- | ---------------- | ---------------------------------------- | ----------------- | --- |
| Kojiki        | 古事記     | 712              | Ō no Yasumaro, Hieda no Are              | 113               | „Aufzeichnung alter Geschehnisse“ beschreibt die Mythologie und Frühgeschichte Japans                           |
| Nihon Shoki   | 日本書紀   | 720              | Toneri-shinnō                            | 131               | „Chronik Japans in einzelnen Schriften“                                                                         |
| Fudoki        | 風土記     | 713              |                                          | 23                | „Aufzeichnungen von Luft und Erde“, Chroniken über die Provinzen Japans, auf Geheiß der Genmei-Tennō kompiliert |
| Shoku Nihongi | 続日本紀   | 797              | Fujiwara no Tsugutada, Sugano no Mamichi |                   | „Fortsetzung des Nihongi; fortgesetzte Chronik Japans“ auf Geheiß des Kammu-Tennō                               |
| Man’yōshū     | 万葉集     | 785              | Ōtomo no Yakamochi                       | 4.516 (20 Rollen) | „Sammlung der zehntausend Blätter“                                                                              |

### Heian-Zeit(794–1185)
In der Heian-Zeit entstanden auf Geheiß bzw. auf Befehl der japanischen Kaiser die Sammlungen aus acht Epochen. Jede dieser Anthologien spiegelt den Geschmack ihrer Entstehungszeit wider. Die einzelnen Sammlungen wurden kanonisiert und bilden die Grundlage für jede folgende Sammlung.
Daneben entstand eine Vielzahl „privater Anthologien“, die Sammlungen einzelner Personen oder Familien darstellen und die bisweilen als Quelle für die kaiserlichen Anthologien dienten.
| Name Romaji             | Name Kanji   | Erscheinungsjahr | Kompilator                                                                                                 | Anzahl Gedichte   | Kommentar                                           |
| ----------------------- | ------------ | ---------------- | --- | ----------------- | --------------------------------------------------- |
| Kokin Wakashū           | 古今和歌集   | 905              | Ki no Tsurayuki, Ki no Tomonori, Ōshikōchi Mitsune, Mibu no Tadamine                                       | 1.111 (20 Rollen) | „Sammlung alter und moderner Gedichte“              |
| Gosen Wakashū           | 後撰和歌集   | 951              | Nashitsubo no gonin                                                                                        | 1.426 (12 Rollen) | „Nachlese“ auf Geheiß von Tennō Murakami kompiliert |
| Shūi Wakashū            | 拾遺和歌集   | 1005–1007        | Kazan-in oder Fujiwara no Kintō                                                                            | 1.351 (20 Rollen) | „Nachlese“ auf Geheiß von Tennō Kazan kompiliert    |
| Goshūi Wakashū          | 後拾遺和歌集 | 1086             | Fujiwara no Michitoshi                                                                                     | 1.200 (20 Rollen) | „Späte Nachlese“                                    |
| Kinyō Wakashū           | 金葉和歌集   | 1124–1127        | Minamoto no Toshiyori                                                                                      | 716 (10 Rollen)   | „Sammlung Goldener Blätter“                         |
| Shika Wakashū           | 詞花和歌集   | 1151–1154        | Fujiwara no Akisuke                                                                                        | 411 (10 Rollen)   | „Sammlung poetischer Blumen“                        |
| Senzai Wakashū          | 千載和歌集   | 1187             | Fujiwara no Shunzei Toshinari                                                                              | 1.285             | „Sammlung aus tausend Jahren“                       |
| Shinkokin Wakashū       | 新古今和歌集 | 1205             | Fujiwara no Teika, Fujiwara no Ariie, Fujiwara no Ietaka, Jakuren, Minamoto no Michitomo, Asukai Masatsune | 2.000             | „Neue Sammlung alter und moderner Gedichte“         |
| Hitomaro Kashū          | 人麻呂歌集   |                  | Kakinomoto no Hitomaro                                                                                     |                   | „Hitomaros Gedichtsammlung“                         |
| Tsurayuki-shū           |              |                  | Ki no Tsurayuki                                                                                            |                   | „Tsurayuki-Sammlung“                                |
| Kintō Kashū             | 公任歌集     |                  | Fujiwara no Kintō                                                                                          |                   | „Kintōs Gedichtsammlung“                            |
| Hyakunin Isshu          | 百人一首     |                  | Fujiwara no Teika                                                                                          |                   | „Hundert Menschen - (jeweils) Ein Gedicht“          |
| Fujiwara no Teika Kashū |              |                  | Fujiwara no Teika                                                                                          |                   | „Fujiwara no Teikas Gedichtsammlung“                |
| Izumi Shikibu Shū       | 和泉式部集   |                  | |                   | „Izumi-Shikibu-Sammlung“                            |

### Kamakura-(1185–1333) undMuromachi-Zeit(1336–1573)
Den Sammlungen aus acht Epochen aus der Heian-Zeit folgten in der Kamakura-Zeit weitere 13 Sammlungen, die auf Geheiß bzw. auf Befehl der japanischen Kaiser kompiliert wurden.
- Shinchokusen Wakashū
- Shokugosen Wakashū
- Shokukokin Wakashū
- Shokushūi Wakashū
- Shingosen Wakashū
- Gyokuyō Wakashū
- Shokusenzai Wakashū
- Shokugoshūi Wakashū
- Fūga Wakashū
- Shinsenzai Wakashū
- Shinshūi Wakashū
- Shingoshūi Wakashū
- Shinshokukokin Wakashū

## Renga
- Renri Hishō (連理秘抄,, 1349)[2], Abhandlung über die Poetik der Renga von Nijō Yoshimoto
- Tsukubashū (菟玖波集, 1356) hrsg. von Nijō Yoshimoto. Erhielt den Status einer Kaiserlichen Anthologie
- Shinsentsukubashū (新選菟玖波集, 1470) hrsg. von Sōgi.

## Haikai undHaiku
- Shinsen inu tsukuba shū (新撰犬筑波集, 1532) hrsg. von Yamazaki Sōkan. Mit und durch diese Anthologie beginnt die Entwicklung des Haiku.
- Haikai Shichibushū (俳諧七部集) Sammelname für sieben Anthologien, die die Renga von Matsuo Bashō und seinen Schülern umfassen.
  - Fuyu no hi (冬の日, Wintertag, 1684)
  - Haru no hi (春の日, Frühlingstag, 1686) enthält 58 Hokku inklusive Bashōs bekanntem Frosch-Haiku.
  - Arano (曠野, Wüstenei, 1689), zehn Rollen mit 735 Gedichten
  - Hisago　(ひさご, Flaschenkürbis, 1690)
  - Sarumino (猿蓑, Das Affenmäntelchen, 1691), sechs Rollen
  - Sumidawara (炭俵, Holzkohlensack, 1694)
  - Zokusarumino (続猿蓑, Das Affenmäntelchen – Fortsetzung, 1698[3])
  - Futatsu no take (二ツの竹, 1702)

## Kanshi
- Kaifūsō (751) gilt als älteste Sammlung, von Japanern geschriebener Gedichte im chinesischen Stil.
- Drei frühe kaiserliche Anthologien, die frühe Kanshi versammeln, von denen die Japaner aus der Tang-Dynastie Kenntnis hatten.
  1. 814 Ryōunshū (凌雲集)
  2. 818 Bunkashūreishū (文華秀麗集)
  3. 827 Keikokushū (経国集)

## Sonstige
- Wakan rōeishū eine Sammlung zu deklamierender oder zu singender Waka and Kanshi kompiliert von Fujiwara no Kintō.